# Љубомир Степанов
Љубомир Степанов (Кетфељ, 10. фебруар 1952 — Темишвар, 18. октобар 2015) био је економиста и истраживач историје Срба у данашњој Румунији.

## Биографија
Љубомир је рођен у селу Кетфељу, у жупанији Тимиш, у Румунији, у земљорадничкој породици. Основну школу похађао је у родном месту, а Економску гимназију у Темишвару 1967—1971. Завршио је Факултет економских наука на Темишварском универзитету 1971—1974. Стручно се усавршио на постдипломским студијама у Букурешту, на Академији економских наука 1979—1980.
Започео је каријеру економисте у „Државном предузећу за јавну исхрану” (до 1990). Затим је радио у приватном сектору (робна кућа „Бега”) у периоду 1990—2013. године. Био је тада члан „Корпуса књиговођа експерата и овлашћених књиговођа Румуније”. Прешао је 2013. на место директора „Издавачке куће Савеза Срба у Румунији”, на ком је остао до изненадне смрти 2015.

## Друштвени ангажман
Степанов је обављао током живота више функција и био члан различитих удружења и организација. Тако је био члан Савеза писаца Румуније, члан Матице српске у Новом Саду, члан Књижевног кружока „Крила” у Кетфељу, Тимишког нумизматичког удружења, Темишварског филателијског друштва, Друштва нумизматичара Србије. Од почетака је активни члан Демократског савеза Срба и Карашевака, који се касније назвао „Савез Срба у Румунији”. Пратио је активности те српске организације и састављао статистичке извештаје. Био је председник Управног одбора Фондације „Мирчета Стојић” у Темишвару. Деценијама је активан организатор и хроничар активности, у српском фолклору у Румунији.
Добитник је Повеље, Демократског савеза Срба и Карашевака у Румунији (1993). Припала му је 2005. Златна значка Књижевно-просветне заједнице Србије. Добио је два пута (2007. и 2009) београдску Српску књижевну награду.